# 聖儀
聖儀（拉丁語：sacramentalia）是天主教會在七件聖事之外，又設立的一些為了取得祝福或是信仰上的效果的儀式，例如祝福新居或宗教物品。

## 定義
梵蒂岡第二次大公會議所發布的〈禮儀〉憲章對於聖儀的定義如下：「慈母聖教會設立了一些聖儀，這就是模仿聖事而設立的一些記號，用以表示某些效果，尤其是屬靈的效果，並因教會的轉禱而獲得。藉著聖儀，使人準備承受聖事的特效，並聖化人生的各種際遇。」
換句話說聖儀是延伸自七件聖事而形成的祝福儀式，雖然在天主教會的儀式中沒有聖事的地位。但是也被相信能給予一定的恩寵或祝福的結果。而聖儀的效果則是源自於教會成員的轉禱。
至於施行聖儀者，則是以神職人員為主，如驅魔儀式則必須是獲主教同意的神職人員才能施行。

## 類別
聖儀可粗分為祝聖（拉丁語：consecrationes）與奉獻（拉丁語：dedicationes）、祝福，還有驅魔。在施行這些儀式時，聖水或是十字手勢都是常見的元素。
祝聖與奉獻為隆重的轉化儀式，如成為修士或修女者的發願或是彌撒器具的奉獻等。在神學的意義上這些人或物在經過祝聖獲奉獻後就不再只是原本的個體，而是專為了崇拜天主而存在。僅有主教以及獲得特別認可的神父能施予。
祝福則較為簡略，比如新居落成的祝福儀式，或是信徒所持有的聖像還是聖牌的給予聖化都屬此類。雖然在口語上對這類物品的祈福儀式也常常被稱為祝聖，不過在神學意義上，被祝福後的器物其本質上並未改變，且施行者只要是神父就能擔任，除非是那些被保留給主教和教宗的降福儀式。
驅魔儀式是對於符合教義上定義的附魔者驅除身上所附惡魔的儀式，僅有在當地主教核可的神父才能施行此一儀式。
除了這些既定儀式外，也有以日常崇拜行動形成的非禮儀性的熱心善工，比如配戴十字架或是朝聖，這些行動與上述的禮儀的差異在於這些敬禮行動並沒有被訂立成禮儀，被天主教會歸類為信徒個人或是團體因信仰熱誠而做的行動。